# ウエボス・ランチェロス

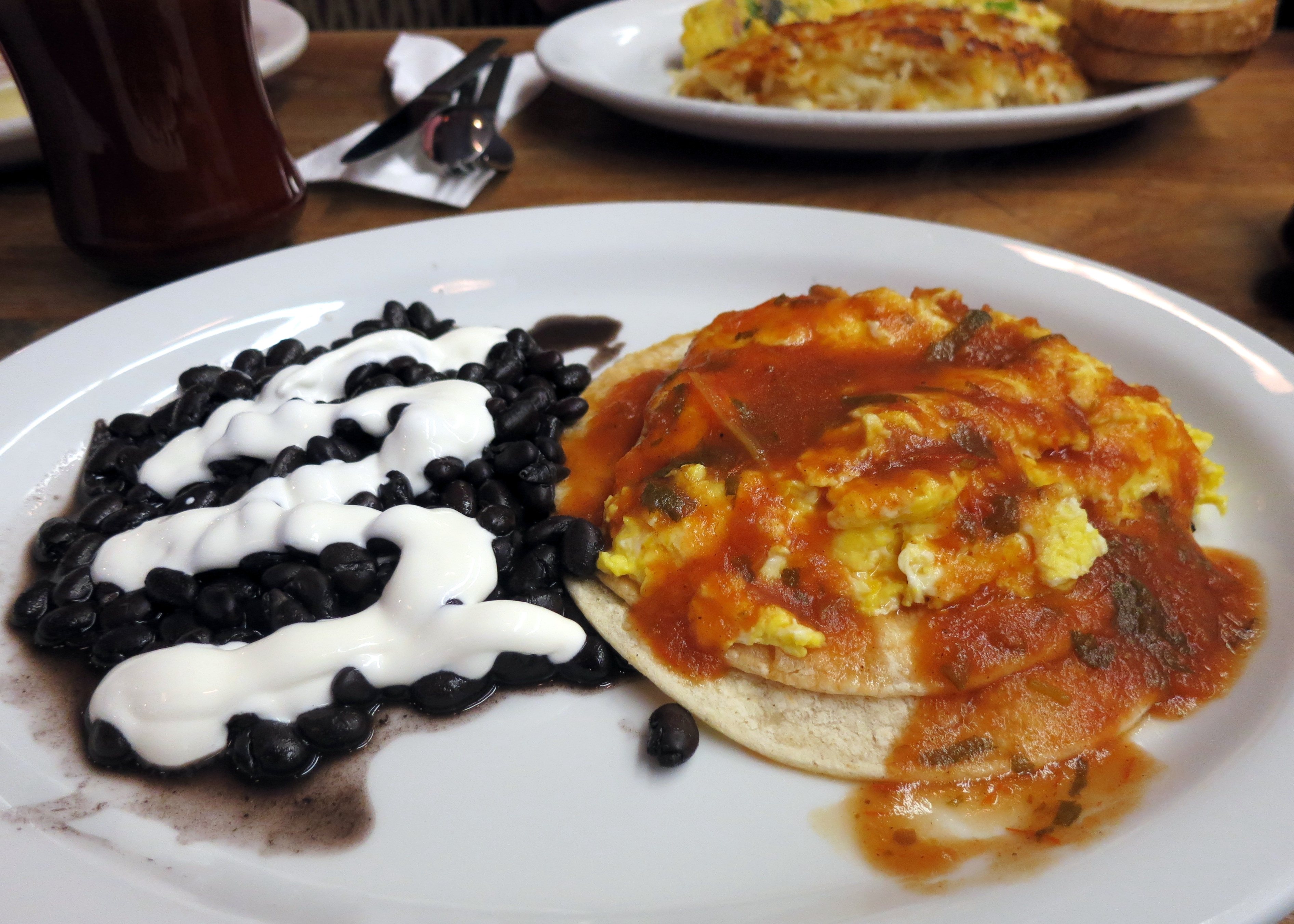
ウエボス・ランチェロスの例

ウエボス・ランチェロス（スペイン語: Huevos rancheros）は、メキシコの卵料理。朝食の定番料理の1つである。各家庭でも作られるほか、食堂やホテルのレストランでも提供されている。
フライパンでトルティーヤの両面を軽く焼き、鶏卵を割り入れ、サルサで軽く煮込んだ料理である。
朝食としてはサワークリーム、煮豆（フリホレス）やフルーツが添えられることもある。なお、メキシコでは卵は半熟などではなく火を通して固めに仕上げたものが好まれている。
「ウエボス」は「卵」、「ランチェロス」は「牧場」の意味である。